# Taniko Nakamura-Mitsukuri
Pour les articles homonymes, voir Nakamura.
Taniko Nakamura-Mitsukuri (中村-三栗 多仁子, Nakamura-Mitsukuri Taniko), née le 23 mars 1943 dans la préfecture de Niigata, est une gymnaste artistique japonaise. Elle est mariée au gymnaste Takashi Mitsukuri.

## Palmarès

### Jeux olympiques
- Tokyo 1964
  -  médaille de bronze au concours par équipes

### Championnats du monde
- Prague 1962
  -  médaille de bronze au concours par équipes
- Dortmund 1966
  -  médaille de bronze au concours par équipes
  -  médaille de bronze aux barres asymétriques